# Jan Neuenschwander
Jan Neuenschwander (* 10. Januar 1993 in Davos) ist ein Schweizer Eishockeyspieler, der seit der Saison 2023/24 bei den GCK Lions in der Swiss League unter Vertrag steht.

## Karriere
Neuenschwander erlernte das Eishockeyspiel beim HC Davos. In der Saison 2010/11 kam er dabei zu seinem Debüt in der National League A. 2013 wechselte der Center zu den ZSC Lions, mit denen er Meister und Cupsieger wurde. Vor der Saison 2016/17 folgte der Wechsel zum EHC Biel.
Zur Spielzeit 2020/21 wurde er vom SC Bern verpflichtet, bei dem er einen Zweijahresvertrag unterschrieb. Anschliessend wechselte er zu den SCL Tigers. Für die Saison 2023/24 unterzeichnete er einen Vertrag bei den GCK Lions aus der zweitklassigen Swiss League.

## Erfolge und Auszeichnungen
- 2014 Schweizer Meister mit den ZSC Lions
- 2016 Schweizer Cupsieger mit den ZSC Lions
- 2021 Schweizer-Cup-Sieger mit dem SC Bern